# Spathoglottis gracilis
Spathoglottis gracilis là một loài thực vật có hoa trong họ Lan. Loài này được Rolfe ex Hook.f. miêu tả khoa học đầu tiên năm 1894.